# Pallacanestro alla V Universiade - Torneo femminile
Il torneo di pallacanestro femminile della V Universiade si è svolto a Tokyo, Giappone, nel 1967.
Al torneo hanno partecipato solo 3 squadre.

## Classifica finale
| -       | Paese         | Formazione |
| ------- | ------------- | --- |
| Oro     | Corea del Sud | Sin-ja · Hang-dae · Chu-ja · Hyeon-ae · Ok-hwa · Sun-hwa · Hui-bong · Sung-hwa · Yong-bun · Bok-gil · Gyeong-ja · So-hui · All.: Lee Gyeong-jae |
| Argento | Giappone      | |
| Bronzo  | Francia       | |